# Coronidia subpicta
Coronidia subpicta là một loài bướm đêm thuộc họ Sematuridae. Nó được tìm thấy ở Neotropics, bao gồm Costa Rica.
Sải cánh dài 52–59 mm.
Ấu trùng ăn a wide range of plants, bao gồm Oreopanax, Gesneriaceae, Ardisia, Myrsine, Piperaceae, Solanum, Ludwigia và Clavija.